# Mychajlo Tyschko
Mychajlo Oleksijowytsch Tyschko (ukrainisch Михайло Олексійович Тишко; * 15. Januar 1959 in Charkiw, Ukrainische SSR) ist ein ehemaliger sowjetischer Degenfechter.

## Erfolge
Mychajlo Tyschko wurde 1987 in Lausanne mit der Mannschaft Weltmeister. Mit ihr gewann er außerdem 1986 in Sofia Silber sowie 1985 in Barcelona und 1990 in Lyon Bronze. Bei den Olympischen Spielen 1988 in Seoul erreichte er mit der sowjetischen Equipe das Halbfinale, in dem sie sich Frankreich mit 5:9 geschlagen geben musste. Das Gefecht um Rang drei gegen Italien wurde knapp gewonnen, sodass Tyschko gemeinsam mit Pawel Kolobkow, Wladimir Resnitschenko, Andrei Schuwalow und Igor Tichomirow die Bronzemedaille erhielt.